# Maria van Oosterwijk

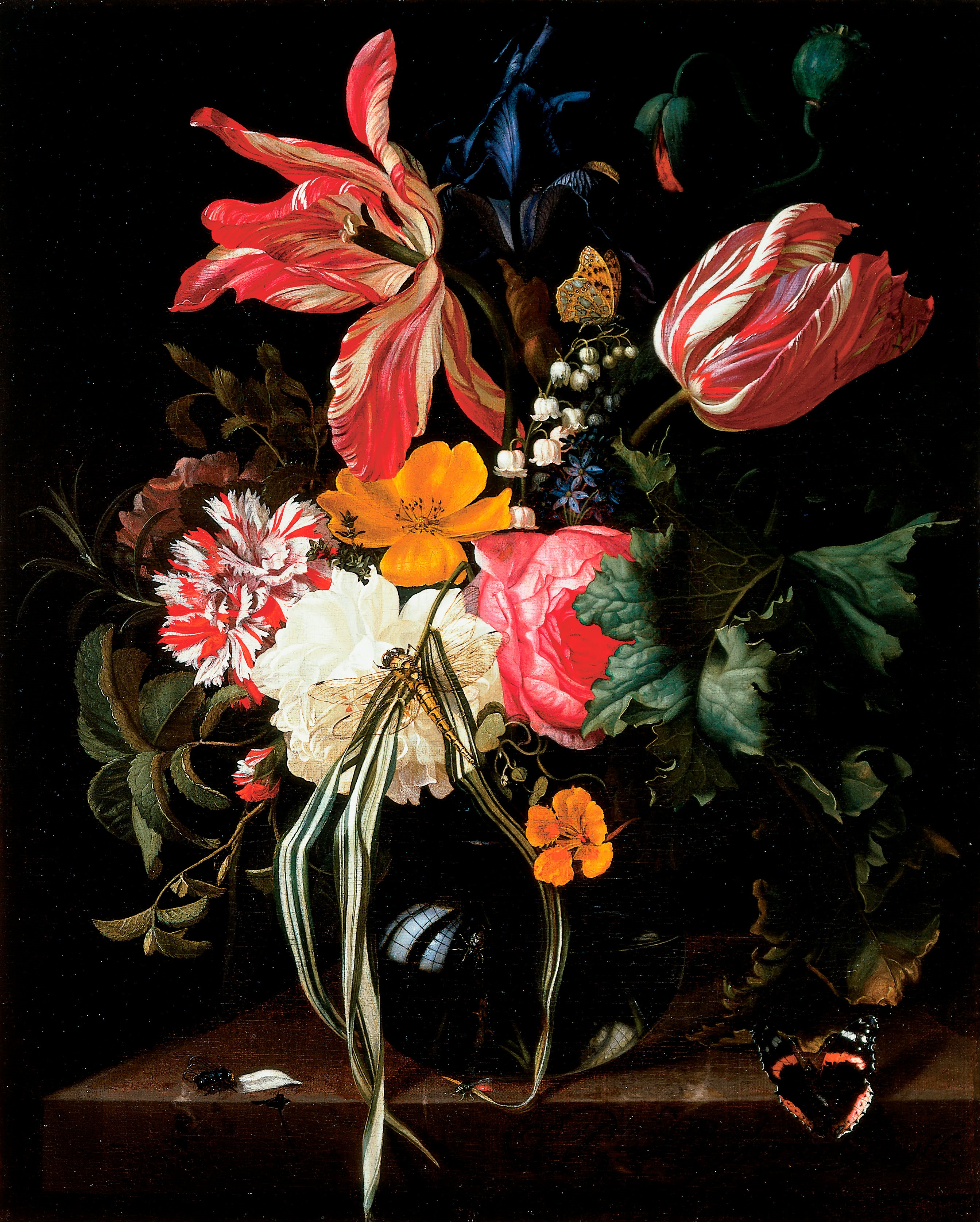
Tulipany, róże i inne kwiaty, 1669

Maria van Oosterwijk (czytaj: Marija wan Ołster’wajk), znana również jako Oosterwijck lub Oosterwyck (ur. 20 sierpnia 1630 w Nootdorp pod Delftem, zm. 12 listopada 1693 w Uitdam) – holenderska malarka martwych natur.

## Życiorys
Była uczennicą Jana Davidszoona de Heema, pracowała początkowo w Delfcie, a później w Amsterdamie (1675–1689). Prowadziła pracownię obok Willema van Aelsta, który pomagał jej i bezskutecznie zabiegał o rękę.
Maria van Oosterwijk była uznaną malarką martwych natur, których tematem przewodnim były kwiaty, wzbogacane przedstawieniami owoców, owadów i drobnych przedmiotów. Malowała wolno, ale bardzo dokładnie, dbając o perfekcyjne wykończenie najdrobniejszych szczegółów swoich obrazów. Osiągnęła znaczny sukces materialny, jej klientami byli m.in. cesarz Leopold I Habsburg, Ludwik XIV, Wilhelm III Orański i król Polski Jan III Sobieski. Pomimo sukcesów i uznania nie została przyjęta do cechu malarzy ze względu na płeć. Jej prace znajdują się m.in. w Muzeum Historii Sztuki w Wiedniu, Fitzwilliam Museum w Cambridge, Royal Collection i Cincinnati Art Museum.

## Dzieciństwo
Maria van Oosterwijk przyszła na świat 20 sierpnia 1630 we wsi Nootdorp, położonej w pobliżu Delftu i Hagi, w rodzinie Jacobusa van Oosterwijk (1597–1674) i Adriany Lambrechts van Linschoten (1600–1636). Jej ojciec pełnił funkcję ministra w kościele protestanckim, najpierw od 1623 w Nootdorp, a potem od 1636 w Voorburgu. Była trzecim dzieckiem z czwórki dzieci, z których jedno zmarło w młodym wieku. Dorastała razem ze starszą siostrą Geertruytą i młodszym bratem Lambertusem. Gdy miała 6 lat umarła jej matka. Jej ojciec ożenił się ponownie w 1643 z Marią Jansdr. Cloetingh pochodzącą z rodziny delfickich drukarzy książek. Według biografa Arnolda Houbrakena, już w dzieciństwie przejawiała oznaki talentu malarskiego. Najprawdopodobniej wpływ na kształtowanie i rozwój malarskich zainteresowań Marii wywarły kontakty towarzyskie, jakie rodzina jej matki i macochy, utrzymywała z kręgiem artystów-malarzy, np. ciotka – Maria van Linschoten była matką Abrahama van Beijeren, z którym Maria przyjaźniła się. Także w czasach swojej młodości Maria nawiązała znajomość z Constantijnem Huygensem (poeta napisał w 1677 odę na jej cześć). Nie wiadomo, kto udzielał jej pierwszych lekcji malarstwa.

## Kariera malarska
Pierwsze atelier Marii van Oosterwijk powstało najprawdopodobniej między 1656 a 1658 i znajdowało się przy ulicy Voorstraat w Delfcie, w domu, który jej ojciec odziedziczył po jej dziadku ze strony matki. Wspólnie z nią mieszkali i tworzyli w tym domu także Abraham van Beijeren oraz jego żona Anna van den Queborn.
W 1658 Maria wyjechała do Leiden, towarzysząc swojemu bratu, który udawał się tam, by studiować teologię.
Od maja 1660 przez najprawdopodobniej 3 lata przebywała w Utrechcie, gdzie uczyła się sztuki malarskiej u De Heema. Według biografa Alberta Houbraken oraz zapisków szwedzkiego architekta Nicodemusa Tessina (młodszego), to właśnie De Heem był dla Marii uosobieniem mistrza, a jego twórczość wywarła na nią ogromny wpływ.
W połowie 1666 przeprowadziła się do Amsterdamu i podjęła pracę asystentki u Van Aelsta.
28 grudnia 1667 Cosimo III de’ Medici wypowiedział pochlebną opinię o martwych naturach malowanych przez Marię, które jego zdaniem były przynajmniej tak dobre, jak te malowane przez renomowanego Van Aelsta. Van Oosterwijk malowała w tym czasie martwe natury z kwiatami i owocami, które znajdowały nabywców wśród amsterdamskich notabli, oraz udzielała lekcji rysunku i malarstwa Geertje Pieters.
Około 1668 obraz namalowany przez Marię van Oosterwijk pt. Vanitas ze sklepieniem niebieskim (Vanitas met hemelglobe) został zakupiony przez Leopolda I Habsburga, a rok później Cosimo III de’ Medici ponownie kupił dwa obrazy jej autorstwa. Te wydarzenia stanowiły przełom w międzynarodowej karierze artystki. Historycy przypuszczają, że w nawiązaniu kontaktów z liczącymi się osobami w niderlandzkim i europejskim życiu publicznym, pomógł Marii jej przyjaciel z dzieciństwa – Constantijn Huygens – dyplomata. Wysokie dochody ze sprzedaży obrazów pozwoliły artystce na zamieszkanie przy Keizersgracht w Amsterdamie, niedaleko domu zajmowanego przez Willema van Aelsta oraz na działalność charytatywną, np. w 1675 i 1677 zagwarantowała kaucję na zabezpieczenie okupu dla marynarzy z miasta Maassluis, w którym jej brat był burmistrzem, a którzy zostali porwani w Algierze.
Lata 80. XVII wieku były okresem największej popularności artystki, jej obrazy kupowali zamożni obywatele oraz koronowane głowy europejskie, np. Jan III Sobieski kupił w 1684 trzy jej obrazy za 2400 guldenów, Jan Jerzy III Wettyn kupił w 1688 trzy obrazy Marii za 1500 guldenów, a Wilhelm III Orański i jego żona Maria II Stuart zakupili w 1689 dwa obrazy, z których jeden kosztował 900 guldenów; oba obrazy w dalszym ciągu należą do królewskiej kolekcji w pałacu Hampton Court. Fakty te potwierdzają, że obrazy Marii van Oosterwijk były cenione już za jej życia i płacono za nie wysokie ceny. Należała do najlepiej zarabiających artystów-malarzy holenderskich.
Do dzisiejszych czasów zachowało się około trzydziestu obrazów podpisanych przez artystkę, lub których autorstwo jest jej przypisywane przez znawców malarstwa, większość z nich znajduje się w rękach prywatnych.
21 maja 2005 na aukcji w Niemczech został sprzedany prywatnemu kolekcjonerowi jeden z dwóch obrazów z serii Vanitas, namalowany pomiędzy 1660 a 1665 i podpisany po prawej stronie u dołu, który znajdował się w prywatnej kolekcji, za cenę 262 000 euro (został wyceniony wstępnie na 60 000 euro). Na obrazie malarka umieściła swój autoportret w złotym medalionie z perłą – stanowi to nie tylko dowód wysokich zdolności malarskich, ale jest także unikalną formę sygnowania obrazów, stosowaną przez niektórych artystów w celu uniemożliwienia podrobienia podpisu. Wystawienie obrazu na sprzedaż było rzadką okazją do zobaczenia go, gdyż po raz ostatni był jednorazowo wystawiony w 1948 w Stadtisches Museum in Osnabrück. Obraz ma 82 cm wysokości i 105 cm szerokości.

## Charakterystyka stylu

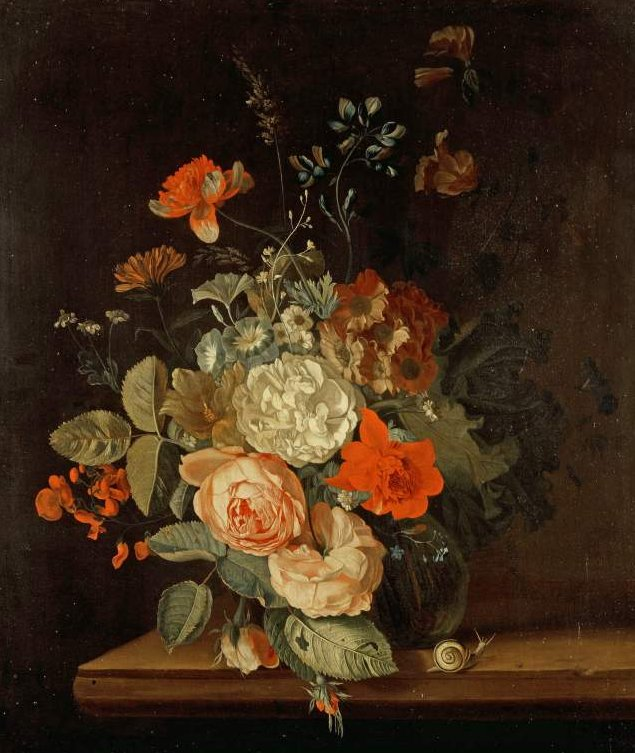
Wazon z kwiatami

Malowała głównie martwe natury przedstawiające kompozycje kwiatów pieczołowicie dobranych pod względem koloru i wielkości, do których często dołączała symbole religijne, albo ożywiała je przedstawieniami owocu, motyli lub innych owadów. Inną cechą charakterystyczną jej obrazów było umieszczanie na nich kłosów i źdźbeł trawy o biało paskowanych liściach, co według znawców malarstwa wskazywałoby na wpływ Van Aelsta i De Heema.
Jej prace cechuje wysoka precyzja. Najpierw studiowała kwiaty w ogrodzie botanicznym, gdzie wykonywała szkic i akwarelę, a dopiero potem przenosiła na płótno, używając farb olejnych, o czym biografowie dowiedzieli się z wiersza Joachima Oudaena.
Na pojedynczych obrazach Maria van Oosterwijk namalowała swój autoportret jako odbicie w szklanym wazonie. Był to detal spotykany także na obrazach Van Aelsta i Van Beijeren, z którymi współpracowała. Pierwszym obrazem z autoportretem był namalowany w 1667 Vanitas ze sklepieniem niebieskim (Vanitas met hemelglobe), który aktualnie znajduje się w zbiorach Muzeum Historii Sztuki w Wiedniu.

## Życie osobiste
Maria van Oostrewijk nigdy nie wyszła za mąż. Historykom nie udało się znaleźć konkretnych dowodów na potwierdzenie emocjonalnego związku pomiędzy Van Oosterwijk i Van Aelstem, który około 1677 zbliżał się do pięćdziesiątki i był w dalszym ciągu stanu wolnego. Na pewno łączyła ich przyjaźń i kontakty zawodowe. Mieszkali blisko siebie, a Maria pomagała mu w kształceniu jego uczennicy Rachel Ruysch. Tym niemniej dwaj biografowie (Houbraken i Jacob Campo Weyerman) przytoczyli anegdotę związaną ze złożeniem Marii przez Van Aelsta propozycji małżeńskiej. Zachowały się też dokumenty z 1676, opisujące kłótnie pomiędzy Marią i gosposią malarza.

## Schyłek życia
W wieku 60 lat zakończyła działalność malarską. Przeprowadziła się do Uitdamu. Zamieszkała u swojego siostrzeńca Jacobusa van Assendelfta, którym kiedyś opiekowała się po przedwczesnej śmierci jego rodziców, a który pełnił tam od 1688 obowiązki ministra w kościele protestanckim.
Zmarła 12 listopada 1693, w wieku 63 lat. Została pochowana na miejscowym cmentarzu. Jej grób nie przetrwał do dzisiaj.